# Josef Holzmaier
Josef Holzmaier (* 21. November 1809 in Frauenchiemsee; † 29. Dezember 1859 in München; auch Joseph Holzmayer) war ein deutscher Historienmaler.

## Biographie
Josef Holzmaier erlernte zunächst den Beruf des Fassmachers. Am 25. Juni 1831 immatrikulierte er sich für das Fach Historienmalerei an der Königlichen Akademie der Bildenden Künste in München, wo er Schüler von Joseph Schlotthauer wurde. Zusammen mit diesem beteiligte er sich 1834 in Mailand an der Herstellung von Detailkopien aus Leonardo da Vincis Abendmahl. Überwiegend schuf er Gemälde mir religiösem Inhalt für ober- und niederbayerische Landkirchen.
Josef Holzmaier starb 1859 im Alter von 50 Jahren in München.

## Grabstätte

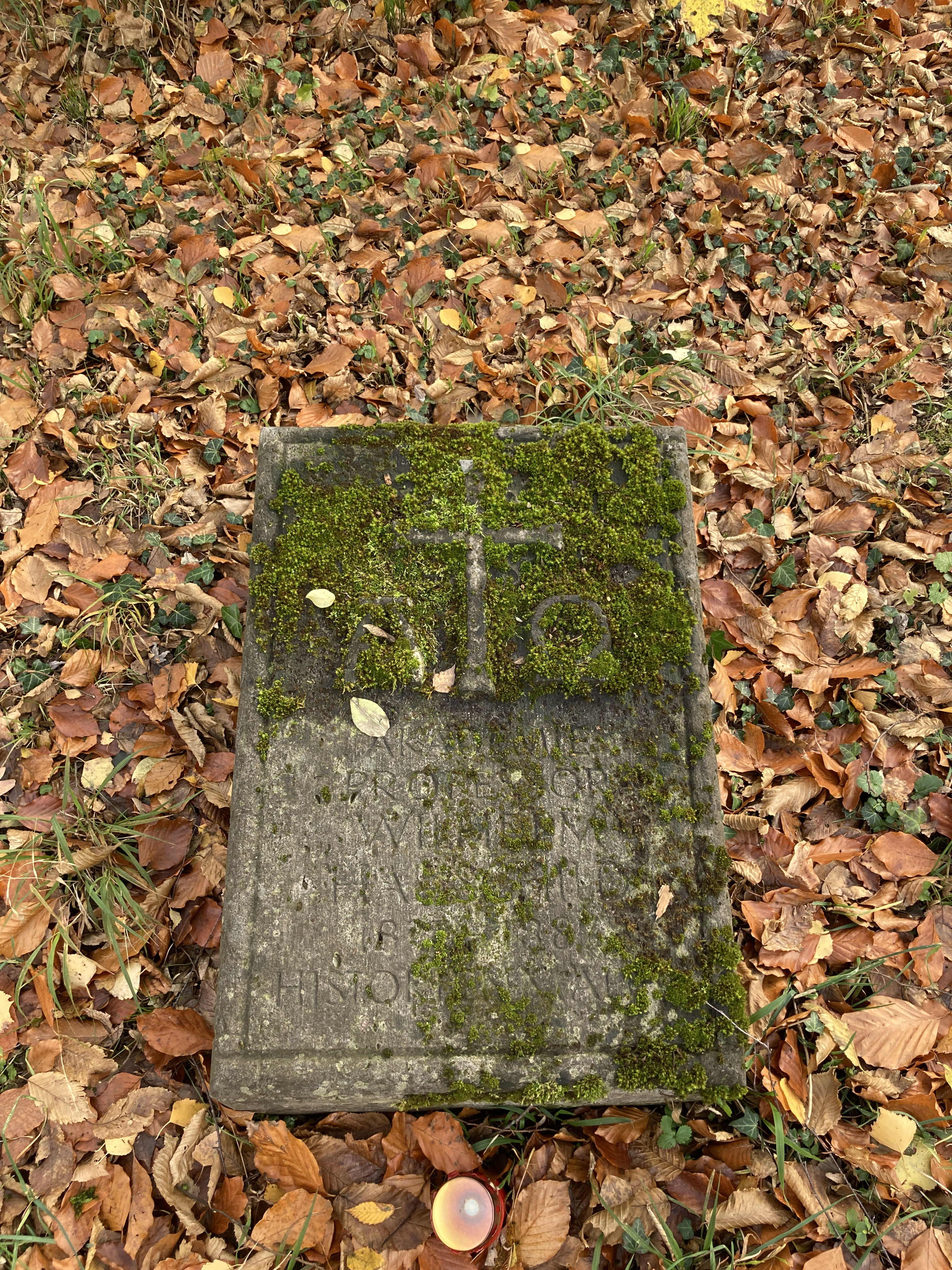
Grab von Josef Holzmaier und Wilhelm Hauschild auf dem Alten Südlichen Friedhof in München

Die Grabstätte von Josef Holzmaier befindet sich auf dem Alten Südlichen Friedhof in München (Gräberfeld 17 – Reihe 12 – Platz 50) Standort.
In dem Grab liegt auch Wilhelm Hauschild, den Holzmaier in jungen Jahren zur Malerlaufbahn brachte.

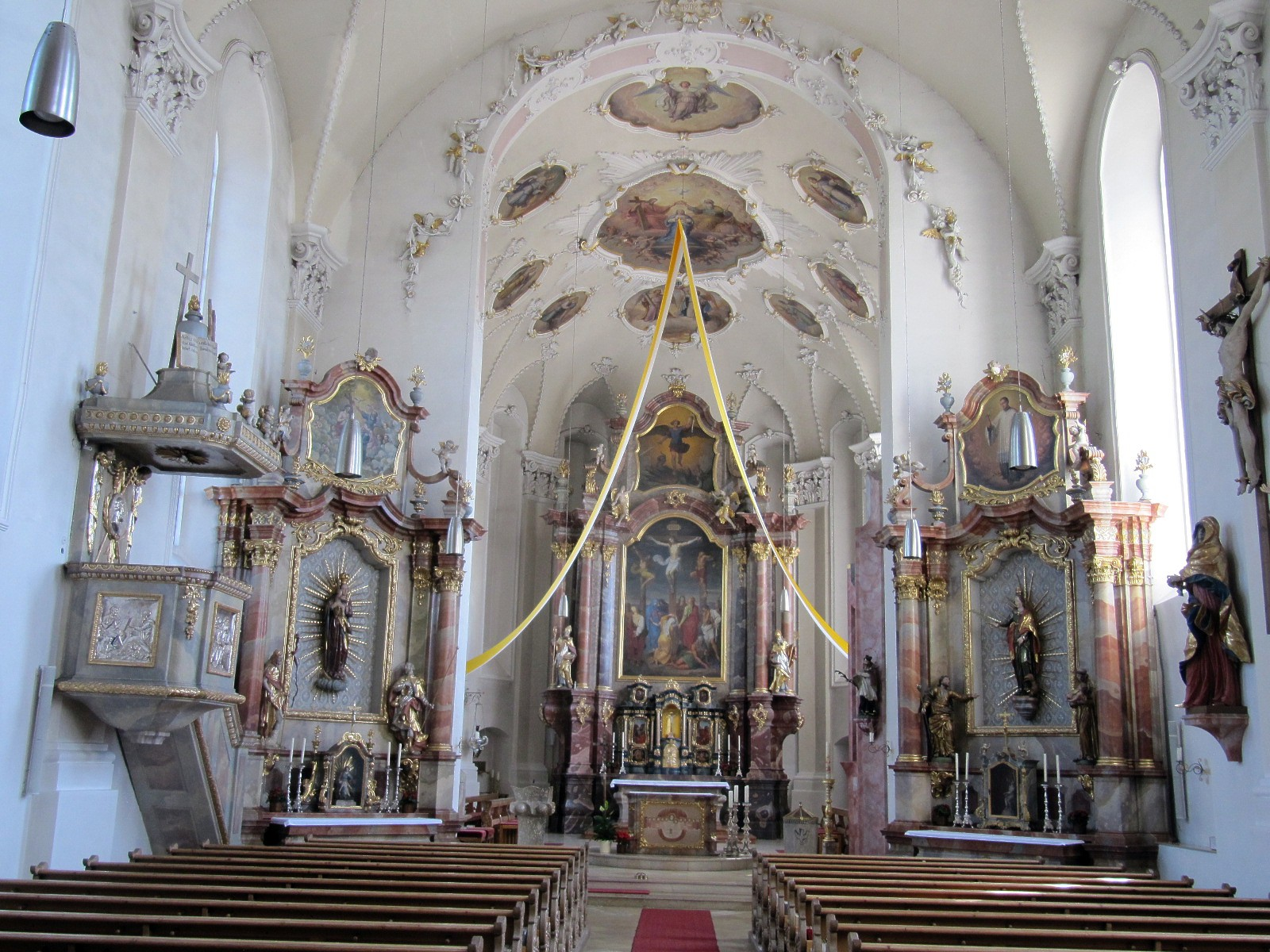
Josef Holzmaiers Hochaltarbild von 1841 in der Kirche St. Michael in Hengersberg zeigt die Kreuzigung Christi, ein beachtliches Werk der nazarenischen Malerei

## Werke (Auswahl)
- Siegsdorf, Pfarrkirche Mariä Empfängnis: „Maria von Engeln verehrt“
- Breitbrunn am Chiemsee, Pfarrkirche: „Englischer Gruß“ (1835)
- Regensburger Dom: Auferstehung
- Hengersberg, Pfarrkirche St. Michael: Gemälde des Hauptaltars „Kreuzigung Christi“ (1841)
- Landshut, Pfarrkirche St. Jodok: Gemälde der sog. „Sebastianspflege“ (1848)
- Söchtenau, Pfarrkirche St. Margaretha: Auszugsbild des Hauptaltars „Hl. Dreifaltigkeit“; Auszugsbild des Bruderschaftsaltars „Hl. Joseph“ (1854)
- Vogtareuth, Pfarrkirche St. Emmeram: Kreuzwegbilder (1854)
- Prager Laurenziberg: Fresken für die Kreuzwegstationen nach Vorlagen Joseph von Führichs
- Langenbruck/Puch, Kath. Expositurkirche St. Martin: Hauptgemälde der Seitenaltäre